# Barbonymus
Genre
Barbonymus est un genre de poissons de l'ordre des Cypriniformes dont on rencontre les espèces dans les eaux douces d'Asie.

## Liste des espèces
Selon FishBase (20 novembre 2016) :
- Barbonymus altus (Günther, 1868)
- Barbonymus balleroides (Valenciennes, 1842)
- Barbonymus collingwoodii (Günther, 1868)
- Barbonymus gonionotus (Bleeker, 1850) - barbeau de Java
- Barbonymus schwanenfeldii (Bleeker, 1853)

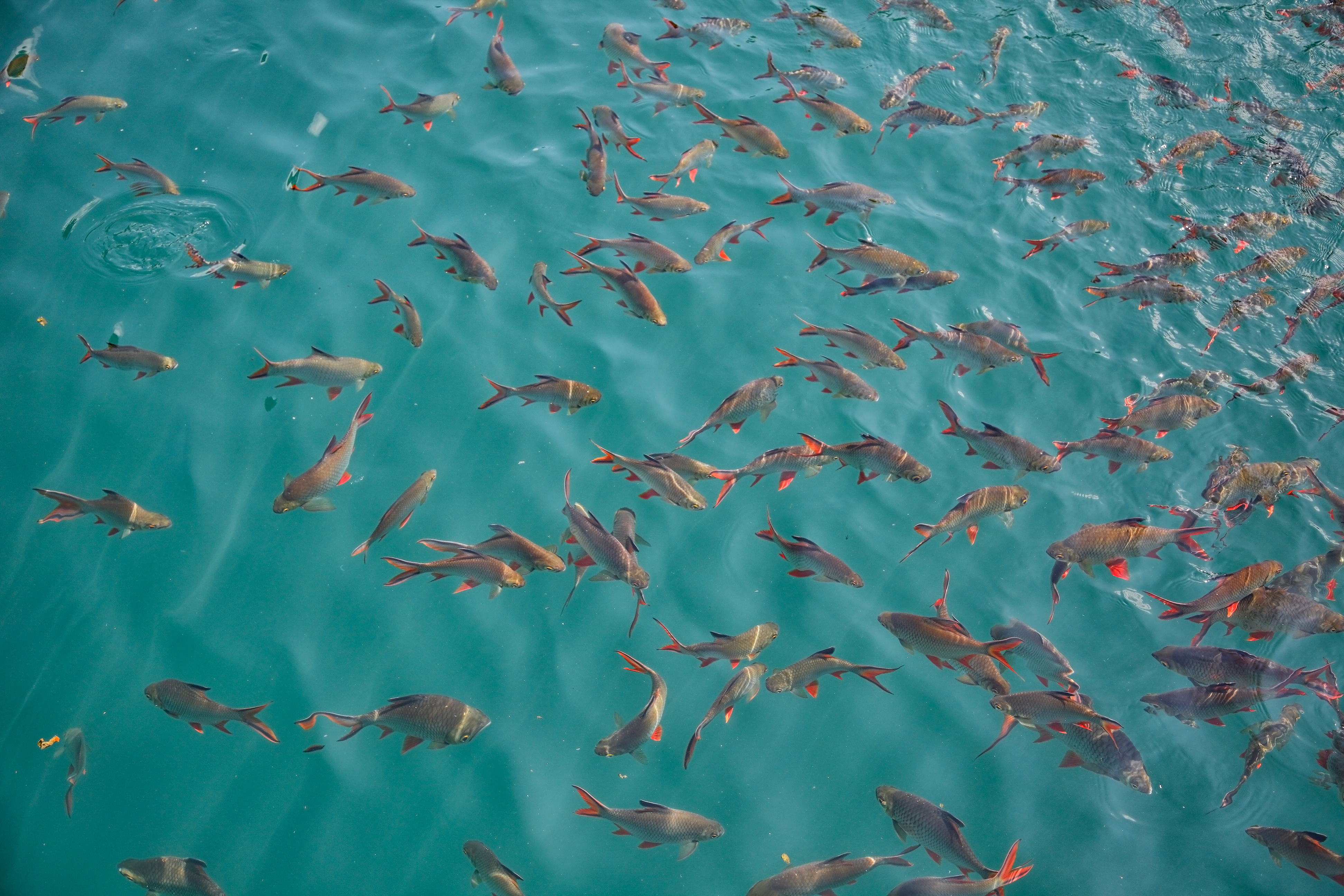
Barbeaux de Schwanenfeld (Barbonymus schwanendeldii), parc national de Khao Sok, Thaïlande